# Lundvårlök
Lundvårlök (Gagea spathacea) är en växtart i familjen liljeväxter.